# Svitlana Zhulzhyk
Svitlana Zhulzhyk (19 de julio de 2002) es una deportista de Ucrania que compite en atletismo. Ganó una medalla de plata en el Campeonato Europeo de Atletismo Sub-20 de 2021, en la prueba de 800 m.